# Стецюк Петро Богданович
Петро́ Богда́нович Стецю́к (нар. 8 вересня 1962) — суддя Конституційного Суду України (4 серпня 2006 — 5 липня 2016).

## Короткий життєпис
Народився 8 вересня 1962 року в селі Копачинці Городенківського району Івано-Франківської області.
1982 року закінчив технічне училище в Івано-Франківську.
Трудову діяльність розпочав помічником машиніста тепловоза. Проходив строкову військову службу.

## Освіта
1989 року закінчив юридичний факультет Львівського університету. Був стажистом Кіцманського районного народного суду Чернівецької області та Шевченківського районного народного суду Львова.
У 1989—1991 роках — асистент кафедри державного та адміністративного права Львівського університету, а в 1991—1994 роках — аспірант цього навчального закладу.

## Науково-організаційна діяльність
З 1994 року працював асистентом, доцентом кафедри державного та адміністративного права, завідувачем кафедри конституційного, адміністративного та фінансового права, заступником декана юридичного факультету, проректором з виховної роботи Львівського університету.

## Праця у Конституційному Суді України
У серпні 2006 року Верховною Радою України призначений суддею Конституційного Суду України. Присягу склав 4 серпня 2006 року.
Стецюк Петро Богданович звільнений у відставку з 5 липня 2016 року.

## Наукові звання
Кандидат юридичних наук (Харків, 1994, тема дисертації «Конституційно-правове регулювання державних символів України»), доцент (1996), доктор права (Doctoris juris, УВУ, Мюнхен, ФРН, тема дисертації «Проекти Конституції ЗУНР академіка Станіслава Дністрянського», 1997).

## Наукові праці
Автор низки наукових праць, навчальних посібників та монографій з конституційного права.